# 聖佩德羅河 (玻利維亞)
聖佩德羅河（西班牙語：Río San Pedro），是玻利維亞的河流，位於玻利維亞中部山脈地區，河道全長100公里，流經丘基薩卡省和波托西省，最終注入格蘭德河。
18°25′06″S 65°20′44″W / 18.4183°S 65.3456°W